# David Cross
David Cross (Roswell, Georgia, 1964. április 4. –) Primetime Emmy-díjas amerikai stand-up komikus, színész, rendező, író. Leginkább a stand-up előadásairól ismert, illetve olyan sorozatokban való szerepeiről, mint a Mr. Show (1995–1999) és az Arrested Development (2003–2019).
Ő készítette a The Increasingly Poor Decisions of Todd Margaret (2010–2016) című sorozatot, amelynek a főszereplője, írója és producere is. Szinkronszínészként is tevékenykedik; szinkronizált pl. a Kung Fu Panda-filmekben (2008–2016), a Megaagyban (2010) vagy a Grand Theft Auto: San Andreas (2004) játékban, utóbbiban Zero hangját szolgáltatta.

## Élete
A Georgia állambeli Roswellben született, zsidó családba. Szülei Barry és Susi; apja Leedsből emigrált. Nem sokkal születése után Cross családja Floridába költözött. Ezután New Yorkba és Connecticutba költöztek, végül visszaköltöztek Roswellbe. Cross-nak két nővére van.
A család szegény volt; Cross emlékezett rá, hogy kilakoltatták őket, és motelekben, illetve barátai házában töltötte az idejét. Barry elhagyta a családot, amikor David 10 éves volt. Ezután nem szóltak egymáshoz, bár mindketten New York City-ben éltek, amíg Cross 2011-ben el nem adta az otthoni házát.
A North Atlanta High School tanulója volt.
17 éves korában kezdett stand-upolni.

## Magánélete
2011 augusztusában jegyezte el Amber Tamblyn színésznőt, 2012-ben összeházasodtak. 2017. február 21-én Tamblyn bejelentette, hogy lányuk született.
Ateista, annak ellenére, hogy zsidó vallásban nevelkedett.
2013. szeptember 26-án a Kickstarter társalapítója, Yancey Strickler felfedte, hogy Cross volt a platform első befektetője.
Cross rajong a Beastie Boys együttesért, és barátságban is áll velük.

## Diszkográfia
- Shut Up You Fucking Baby! (2002)
- It's Not Funny (2004)
- Bigger and Blackerer (2010)
- America...Great (2016)
- Oh Come On (2019)

## Bibliográfia
- I Drink for a Reason (2009)
- Hollywood Said No! (2013)